# Nati nel 1861
| Questa pagina contiene informazioni ricavate automaticamente dalle voci biografiche con l'ausilio del template Bio e di un bot. L'aggiornamento è periodico e automatico e ricostruisce completamente la pagina. Se manca una persona in questa lista, sei pregato di non aggiungerla, ma accertati piuttosto che la sua voce biografica contenga il template Bio e che i dati anagrafici siano correttamente compilati. Se il template Bio manca, inseriscilo tu stesso o, in alternativa, metti l'avviso {{tmp\|Bio}} che ne segnala la mancanza. Se i dati riportati sono sbagliati, correggi direttamente la voce biografica; le modifiche saranno visibili in questa lista entro pochi giorni. Per chiarimenti vedi il progetto biografie. La lista contiene solo le 629 persone che sono citate nell'enciclopedia e per le quali è stato implementato correttamente il template Bio. Pagina aggiornata al 18 ago 2025. |

## Gennaio(54)
- 1º gennaio - Saovabha Bongsri, regina thailandese († 1919)
- 1º gennaio - William Morris, attore statunitense († 1936)
- 1º gennaio - Nizam ul-Mulk, principe indiano († 1895)
- 2 gennaio - Leo Olschki, editore italiano († 1940)
- 3 gennaio - William Renshaw, tennista britannico († 1904)
- 3 gennaio - Ernest Renshaw, tennista britannico († 1899)
- 3 gennaio - John Yates, calciatore inglese († 1917)
- 4 gennaio - Giovanni Giovannetti, scultore italiano († 1927)
- 5 gennaio - Gaston Deschamps, archeologo, scrittore e giornalista francese († 1931)
- 6 gennaio - Emilio De Marchi, tenore italiano († 1917)
- 6 gennaio - Chris Hooijkaas, velista olandese († 1926)
- 6 gennaio - Victor Horta, architetto belga († 1947)
- 7 gennaio - André Castaigne, artista e incisore francese († 1929)
- 8 gennaio - Tom Brindle, calciatore inglese († 1905)
- 9 gennaio - Elizabeth Gertrude Knight, botanica statunitense († 1934)
- 9 gennaio - Stanley Buckmaster, I visconte Buckmaster, avvocato e politico inglese († 1934)
- 9 gennaio - Jean Claude Nicolas Forestier, architetto francese († 1930)
- 9 gennaio - Umberto Serristori, diplomatico e politico italiano († 1941)
- 9 gennaio - Howard Vaughton, calciatore inglese († 1937)
- 11 gennaio - Martino Cassano, giornalista italiano († 1927)
- 12 gennaio - James Mark Baldwin, psicologo statunitense († 1934)
- 13 gennaio - Max Nonne, medico tedesco († 1959)
- 14 gennaio - Mehmet VI, sultano ottomano († 1926)
- 15 gennaio - Karl Georg Fugger von Babenhausen, principe e politico tedesco († 1925)
- 16 gennaio - Federico De Roberto, scrittore italiano († 1927)
- 16 gennaio - Kajetan Mérey, diplomatico austro-ungarico († 1931)
- 16 gennaio - Cecil Thursby, ammiraglio inglese († 1936)
- 17 gennaio - Willibald Gebhardt, dirigente sportivo, scienziato e chimico tedesco († 1921)
- 17 gennaio - Serafino Macchiati, pittore italiano († 1916)
- 18 gennaio - Raffaele Cattaneo, architetto e storico dell'architettura italiano († 1889)
- 18 gennaio - Demetrio I Cadi, vescovo cattolico e patriarca cattolico siriano († 1925)
- 18 gennaio - Hans Goldschmidt, chimico tedesco († 1923)
- 18 gennaio - E. W. Kemble, disegnatore statunitense († 1933)
- 19 gennaio - Max Bewer, scrittore e poeta tedesco († 1921)
- 20 gennaio - Sebastiano Giuseppe Locati, architetto italiano († 1939)
- 21 gennaio - Werner Alberti, tenore, pedagogo e attore cinematografico tedesco († 1934)
- 21 gennaio - Gaetano Bonoris, banchiere italiano († 1923)
- 21 gennaio - Oscar Eagle, regista statunitense († 1930)
- 21 gennaio - Louis de Grandmaison, generale francese († 1915)
- 23 gennaio - Angelo Simonetti, vescovo cattolico italiano († 1950)
- 24 gennaio - Francesco Carchidio Malavolti, militare italiano († 1894)
- 24 gennaio - Jiří Stanislav Guth-Jarkovský, dirigente sportivo cecoslovacco († 1943)
- 25 gennaio - Carmela Baricelli, insegnante, giornalista e scrittrice italiana († 1946)
- 26 gennaio - Louis Anquetin, pittore francese († 1932)
- 26 gennaio - Arturo Ferrari, pittore italiano († 1932)
- 27 gennaio - Constantin Prezan, generale rumeno († 1943)
- 28 gennaio - Juan José de Amézaga, politico uruguaiano († 1956)
- 28 gennaio - Daniel Willard, manager statunitense († 1942)
- 30 gennaio - Nicola Tancredi Cartella, generale italiano († 1916)
- 30 gennaio - Charles Martin Loeffler, compositore e musicista tedesco († 1935)
- 30 gennaio - Wilhelm Meyer-Lübke, linguista e filologo svizzero († 1936)
- 31 gennaio - Jacques-Émile Blanche, pittore e scrittore francese († 1942)
- 31 gennaio - Iōannīs Damianos, ammiraglio e politico greco († 1920)
- 31 gennaio - Frédéric Sy, astronomo francese († 1945)

## Febbraio(52)
- 1º febbraio - Emilio Pizzi, musicista e compositore italiano († 1940)
- 2 febbraio - Solomon R. Guggenheim, collezionista d'arte statunitense († 1949)
- 3 febbraio - Ernst Arndt, attore tedesco († 1942)
- 3 febbraio - Edwin Cannan, economista inglese († 1935)
- 3 febbraio - Alexander Maunder, tiratore a segno britannico († 1932)
- 4 febbraio - Franz Winter, archeologo e storico dell'arte tedesco († 1930)
- 5 febbraio - Bryant Butler Brooks, politico e banchiere statunitense († 1944)
- 6 febbraio - Daniele Donghi, ingegnere italiano († 1938)
- 6 febbraio - Benjamin Glover Laws, compositore di scacchi inglese († 1931)
- 6 febbraio - George Tyrrell, teologo irlandese († 1909)
- 6 febbraio - Nikolaj Dmitrievič Zelinskij, chimico russo († 1953)
- 8 febbraio - Charles Doudelet, incisore belga († 1938)
- 9 febbraio - Giuseppe Riva, pittore italiano († 1948)
- 10 febbraio - Carl Grünberg, filosofo, sociologo e economista tedesco († 1940)
- 10 febbraio - Matija Murko, filologo, linguista e slavista sloveno († 1952)
- 12 febbraio - Lou von Salomé, scrittrice, psicoanalista e biografa tedesca († 1937)
- 13 febbraio - Luigi Giampietro, magistrato e politico italiano († 1950)
- 13 febbraio - Jean Paul Vuillemin, micologo francese († 1932)
- 14 febbraio - Andrew Cunningham McLaughlin, storico statunitense († 1947)
- 15 febbraio - Francesco Derosas, criminale italiano († 1902)
- 15 febbraio - Charles Edouard Guillaume, fisico svizzero († 1938)
- 15 febbraio - Ludwig Können-Horák, generale austro-ungarico († 1938)
- 15 febbraio - Halford Mackinder, geografo, politico e diplomatico britannico († 1947)
- 15 febbraio - Alfred North Whitehead, filosofo e matematico britannico († 1947)
- 15 febbraio - Max von Rumelin, giurista tedesco († 1931)
- 17 febbraio - Wilhelm Benignus, scrittore tedesco († 1930)
- 17 febbraio - Elena di Waldeck e Pyrmont, nobile tedesca († 1922)
- 18 febbraio - Giuseppe Di Stefano Napolitani, politico italiano († 1932)
- 19 febbraio - Henry Horne, generale inglese († 1929)
- 20 febbraio - Mary Gaunt, scrittrice e giornalista australiana († 1942)
- 21 febbraio - Stanley Colville, ammiraglio scozzese († 1939)
- 21 febbraio - Charles Vere Ferrers Townshend, generale britannico († 1924)
- 21 febbraio - Pierre de Bréville, compositore e critico musicale francese († 1949)
- 22 febbraio - Zoltán Ambrus, letterato ungherese († 1932)
- 22 febbraio - Katō Tomosaburō, militare e politico giapponese († 1923)
- 22 febbraio - Anastasija Alekseevna Verbickaja, scrittrice, sceneggiatrice e drammaturga russa († 1928)
- 23 febbraio - Leo Stein, librettista e drammaturgo austriaco († 1921)
- 23 febbraio - Emerich Ullmann, chirurgo austriaco († 1937)
- 23 febbraio - Henry Braid Wilson, ammiraglio statunitense († 1954)
- 24 febbraio - Antonina Leonardovna Rževskaja, pittrice russa († 1934)
- 25 febbraio - Santiago Rusiñol, pittore, scrittore e drammaturgo spagnolo († 1931)
- 26 febbraio - Fanny Brate, pittrice svedese († 1940)
- 26 febbraio - Godfrey Lowell Cabot, imprenditore e filantropo statunitense († 1962)
- 26 febbraio - Ferdinando I di Bulgaria, nobile e politico austriaco († 1948)
- 26 febbraio - Adolph Lestina, attore statunitense († 1940)
- 27 febbraio - Pierre Batiffol, presbitero, storico e teologo francese († 1929)
- 27 febbraio - Vittorino Cannavina, commediografo e politico italiano († 1926)
- 27 febbraio - Louis Joubin, zoologo francese († 1935)
- 27 febbraio - Giovanni Ninni, chirurgo italiano († 1922)
- 27 febbraio - Werner Spalteholz, anatomista tedesco († 1940)
- 27 febbraio - Rudolf Steiner, esoterista e teosofo austriaco († 1925)
- 27 febbraio - Carlo di Svezia, principe svedese († 1951)

## Marzo(37)
- 3 marzo - Račo Petrov, generale e politico bulgaro († 1942)
- 4 marzo - Curt von Bardeleben, scacchista e giornalista tedesco († 1924)
- 5 marzo - Garibaldo Affanni, scultore italiano († 1917)
- 5 marzo - Luigi Cuttica di Cassine, nobile italiano
- 5 marzo - Wilhelm von Lans, ammiraglio tedesco († 1947)
- 7 marzo - Vittorio Novarese, geologo e mineralogista italiano († 1948)
- 8 marzo - Lina Jonn, fotografa svedese († 1896)
- 9 marzo - Ursmer Berlière, teologo belga († 1932)
- 9 marzo - Giuseppe Casciaro, pittore italiano († 1941)
- 9 marzo - Feodor Yulievich Levinson-Lessing, geologo russo († 1939)
- 10 marzo - Pauline Johnson, scrittrice, traduttrice e attivista canadese († 1913)
- 10 marzo - Clelia Merloni, religiosa italiana († 1930)
- 11 marzo - Francis Dhanis, militare belga († 1909)
- 12 marzo - Joseph Bell, marittimo britannico († 1912)
- 12 marzo - Vincenzo De Stefano, pittore italiano († 1942)
- 14 marzo - Michele Ceriana Mayneri, politico e calciatore italiano († 1930)
- 14 marzo - George Desvallières, pittore francese († 1950)
- 15 marzo - Raniero Paulucci di Calboli, diplomatico e politico italiano († 1931)
- 17 marzo - Gabriele Berardi, generale italiano († 1915)
- 18 marzo - Lucien Descaves, scrittore, giornalista e drammaturgo francese († 1949)
- 18 marzo - Pietro Tacchi Venturi, presbitero e storico italiano († 1956)
- 19 marzo - Joseph MacRory, cardinale e arcivescovo cattolico britannico († 1945)
- 19 marzo - Josephine Marcus, attrice statunitense († 1944)
- 20 marzo - Sigrid Arnoldson, soprano svedese († 1943)
- 21 marzo - Alessandro Codivilla, medico e chirurgo italiano († 1912)
- 21 marzo - Achille Sclavo, medico italiano († 1930)
- 21 marzo - Charles Swickard, regista, attore e sceneggiatore tedesco († 1929)
- 22 marzo - Nona L. Brooks, teologa statunitense († 1945)
- 22 marzo - Manuel Vieira de Matos, arcivescovo cattolico portoghese († 1932)
- 23 marzo - Francis Alphonsus Bourne, cardinale e arcivescovo cattolico britannico († 1935)
- 25 marzo - Giulio Lazzeri, matematico italiano († 1935)
- 25 marzo - Emanuel L. Philipp, politico e imprenditore statunitense († 1925)
- 28 marzo - Étienne Dinet, pittore e incisore francese († 1929)
- 29 marzo - Ettore Lambertini, ingegnere italiano († 1936)
- 29 marzo - Paul Ranson, pittore francese († 1909)
- 31 marzo - Jabbar Garyagdioglu, cantante azero († 1944)
- 31 marzo - Harriet White Fisher, sportiva e dirigente d'azienda statunitense († 1939)

## Aprile(42)
- 1º aprile - Gustaf Adolf Boltenstern, cavaliere svedese († 1935)
- 1º aprile - Eugen Büchner, zoologo russo († 1913)
- 2 aprile - Ernest van Dyck, tenore belga († 1923)
- 2 aprile - Attilio Muggia, ingegnere e architetto italiano († 1936)
- 2 aprile - Richard Reitzenstein, filologo classico tedesco († 1931)
- 3 aprile - Giacomo Bonicelli, avvocato e politico italiano († 1930)
- 3 aprile - Karl Weinberger, compositore austriaco († 1939)
- 4 aprile - Léon Marie Dufour, naturalista francese († 1942)
- 5 aprile - Alfonso Riguzzi, militare italiano († 1903)
- 6 aprile - John Nicol Farquhar, missionario e orientalista britannico († 1929)
- 6 aprile - Stanislas de Guaita, esoterista e poeta francese († 1897)
- 8 aprile - Stanislao Gastaldon, compositore italiano († 1939)
- 8 aprile - Giuliano Kremmerz, esoterista italiano († 1930)
- 9 aprile - Charles Holroyd, pittore inglese († 1917)
- 11 aprile - Luigi Faidutti, presbitero e politico austriaco († 1931)
- 11 aprile - Friedrich Wilhelm Küster, chimico tedesco († 1917)
- 11 aprile - Giuseppe Paolini, generale italiano († 1924)
- 12 aprile - Gyula Tornai, pittore ungherese († 1928)
- 15 aprile - Maurice Holleaux, storico, archeologo e epigrafista francese († 1932)
- 17 aprile - Antoni Malecki, vescovo cattolico russo († 1935)
- 18 aprile - Edoardo di Anhalt, duca († 1918)
- 20 aprile - Hermann Muthesius, architetto tedesco († 1927)
- 20 aprile - James Duval Phelan, politico e banchiere statunitense († 1930)
- 20 aprile - Arthur van Gehuchten, neurologo belga († 1914)
- 21 aprile - Anselmo Figueroa, politico e giornalista messicano († 1915)
- 22 aprile - Emil Müller, matematico austriaco († 1927)
- 22 aprile - István Tisza, politico ungherese († 1918)
- 23 aprile - Edmund Allenby, generale britannico († 1936)
- 23 aprile - Alfons Maria Galea, imprenditore, scrittore e politico maltese († 1941)
- 23 aprile - Hans Heinrich XV von Hochberg, militare tedesco († 1938)
- 23 aprile - Filippo Mazzoccolo, scrittore italiano († 1918)
- 23 aprile - Carl Moll, pittore e incisore austriaco († 1945)
- 23 aprile - Alemayehu Teodoro, principe etiope († 1879)
- 24 aprile - Carlo Dell'Avalle, politico italiano († 1917)
- 25 aprile - Marco Enrico Bossi, compositore e organista italiano († 1925)
- 26 aprile - Gennaro Manna, avvocato, giurista e politico italiano († 1932)
- 26 aprile - Rudolf Stöger-Steiner von Steinstätten, generale austriaco († 1921)
- 28 aprile - Giorgio Ceragioli, pittore, scultore e decoratore italiano († 1947)
- 29 aprile - Achille Laugé, pittore e litografo francese († 1944)
- 30 aprile - François De Fossa, pittore e ufficiale francese († 1936)
- 30 aprile - Giunio Fedreghini, schermidore italiano († 1945)
- 30 aprile - Frederike van Balen-Klaar, insegnante e attivista olandese († 1952)

## Maggio(38)
- 1º maggio - Corrado Ciamberlini, matematico italiano († 1944)
- 2 maggio - Johannes Geffcken, filologo classico tedesco († 1935)
- 2 maggio - Christian Georg Schmorl, patologo tedesco († 1932)
- 4 maggio - Silviano Carrillo Cárdenas, vescovo cattolico messicano († 1921)
- 5 maggio - Peter Cooper Hewitt, inventore statunitense († 1921)
- 5 maggio - John Edward Lloyd, storico gallese († 1947)
- 5 maggio - Francesco Porro de' Somenzi, astronomo italiano († 1937)
- 6 maggio - Motilal Nehru, politico indiano († 1931)
- 7 maggio - Rudolf Raimann, compositore ungherese († 1913)
- 7 maggio - Rabindranath Tagore, poeta, drammaturgo e scrittore indiano († 1941)
- 8 maggio - Tarsila Cordoba Belda, religiosa spagnola († 1936)
- 8 maggio - John Sullivan, presbitero irlandese († 1933)
- 10 maggio - Edward Elhanan Berry, imprenditore e diplomatico britannico († 1931)
- 10 maggio - Edward Bruce, arciere statunitense († 1919)
- 11 maggio - Frederick Russell Burnham, militare, mercenario e scrittore statunitense († 1947)
- 11 maggio - Gaspare D'Urso, medico italiano († 1908)
- 14 maggio - Gabriel Franz Marenzi von Tagliuno und Talgate, generale austro-ungarico († 1934)
- 16 maggio - Henry Howard Holmes, truffatore e serial killer statunitense († 1896)
- 16 maggio - Émile Sacré, velista francese († 1933)
- 17 maggio - Ferruccio Macola, giornalista e politico italiano († 1910)
- 17 maggio - Maxime Maufra, pittore, incisore e litografo francese († 1918)
- 17 maggio - Ulrik Plesner, architetto danese († 1933)
- 17 maggio - Charles Plumet, architetto, decoratore e ceramista francese († 1928)
- 18 maggio - William Pulteney, generale britannico († 1941)
- 19 maggio - Nellie Melba, soprano australiano († 1931)
- 20 maggio - Henry Gantt, ingegnere meccanico statunitense († 1919)
- 20 maggio - Salvatore Ottolenghi, medico italiano († 1934)
- 21 maggio - Karl Anrather, pittore austriaco († 1893)
- 23 maggio - József Rippl-Rónai, pittore ungherese († 1927)
- 24 maggio - Gerald Strickland, politico maltese († 1940)
- 25 maggio - Arthur Edward Aitken, generale britannico († 1924)
- 26 maggio - Luigi Gadola, ingegnere e politico italiano († 1930)
- 26 maggio - Delfino Thermignon, direttore di coro e compositore italiano († 1944)
- 27 maggio - Victoria Earle Matthews, scrittrice, attivista e giornalista statunitense († 1907)
- 29 maggio - Carmine Giorgio, politico e antifascista italiano († 1943)
- 29 maggio - Nazzareno Orlandi, pittore italiano († 1952)
- 29 maggio - Giacinto Ricci Signorini, poeta italiano († 1893)
- 31 maggio - Hans Beck, ballerino, coreografo e direttore artistico danese († 1952)

## Giugno(50)
- 1º giugno - Egidio Gorra, filologo e critico letterario italiano († 1918)
- 2 giugno - Giulio Jatta, numismatico, archeologo e traduttore italiano († 1891)
- 2 giugno - Helen Taft, first lady statunitense († 1943)
- 3 giugno - Luigi Cito Filomarino, militare e politico italiano († 1931)
- 3 giugno - Oliver Elton, biografo e critico letterario inglese († 1945)
- 3 giugno - José Oxilia, tenore uruguaiano († 1919)
- 4 giugno - Mary Cavendish-Bentinck, nobildonna e mecenate inglese († 1948)
- 4 giugno - Maria de Pilar di Borbone-Spagna, nobile spagnola († 1879)
- 5 giugno - Friedrich Katzer, geologo e mineralogista austriaco († 1925)
- 6 giugno - Maria Raffaella Cimatti, religiosa italiana († 1945)
- 6 giugno - Joseph M. Terrell, politico statunitense († 1912)
- 8 giugno - Karl Gölsdorf, ingegnere austriaco († 1916)
- 8 giugno - Lucius Henderson, regista e attore statunitense († 1947)
- 9 giugno - Gustav Tammann, chimico tedesco († 1938)
- 10 giugno - Pierre Duhem, filosofo, storico della scienza e fisico francese († 1916)
- 11 giugno - Émile Grumiaux, arciere francese († 1932)
- 12 giugno - Mrs. William Bechtel, attrice statunitense († 1938)
- 12 giugno - Park Yung-hyo, politico coreano († 1939)
- 13 giugno - Elisabetta d'Assia-Kassel, principessa († 1955)
- 14 giugno - Rémy Perrier, zoologo francese († 1936)
- 14 giugno - Francis Sabourin, schermidore francese
- 15 giugno - Ernestine Schumann-Heink, contralto ceca († 1936)
- 16 giugno - Arthur Bambridge, calciatore inglese († 1923)
- 16 giugno - George Dunton Widener, imprenditore statunitense († 1912)
- 16 giugno - Eduard Fischer, botanico e micologo svizzero († 1939)
- 16 giugno - Frediano Giannini, arcivescovo cattolico italiano († 1939)
- 16 giugno - Emiliano González Navero, avvocato e politico paraguaiano († 1934)
- 17 giugno - Sidney Jones, direttore d'orchestra e compositore inglese († 1946)
- 18 giugno - Camillo Cimati, agronomo e politico italiano († 1945)
- 18 giugno - Rodolfo Fredi, liutaio italiano († 1950)
- 18 giugno - Bellom Pescarolo, patologo e politico italiano († 1930)
- 19 giugno - Douglas Haig, generale e nobile britannico († 1928)
- 19 giugno - Émile Haug, geologo e paleontologo francese († 1927)
- 19 giugno - José Rizal, poeta, scrittore e rivoluzionario filippino († 1896)
- 19 giugno - Carl Seffner, scultore tedesco († 1932)
- 19 giugno - Ludwig Traube, filologo classico, paleografo e latinista tedesco († 1907)
- 20 giugno - Frederick Gowland Hopkins, medico e biochimico britannico († 1947)
- 21 giugno - Alexandre Caillot, vescovo cattolico francese († 1957)
- 21 giugno - Ottavio Palombaro, imprenditore italiano († 1933)
- 22 giugno - Félix Fénéon, giornalista francese († 1944)
- 22 giugno - Maximilian von Spee, ammiraglio tedesco († 1914)
- 23 giugno - Marco Aurelio Crotta, architetto italiano († 1909)
- 23 giugno - Paul Fiedler, ammiraglio austriaco († 1919)
- 24 giugno - Decoroso Bonifanti, pittore e scenografo italiano († 1941)
- 25 giugno - Reginald Wingate, generale britannico († 1953)
- 27 giugno - Fanny Davies, pianista britannica († 1934)
- 28 giugno - Władysław Krynicki, vescovo cattolico polacco († 1928)
- 28 giugno - José Luna, medico filippino († 1917)
- 29 giugno - William James Mayo, medico statunitense († 1939)
- 30 giugno - Howard Taylor, velista britannico († 1925)

## Luglio(49)
- 1º luglio - John Clarkson, giocatore di baseball statunitense († 1909)
- 3 luglio - Peter Jackson, pugile australiano († 1901)
- 7 luglio - Felice Gajo, imprenditore e politico italiano († 1935)
- 7 luglio - Henri Piazza, editore, traduttore e poeta italiano († 1929)
- 7 luglio - Nettie Stevens, genetista e microbiologa statunitense († 1912)
- 7 luglio - Richard Stribeck, ingegnere tedesco († 1950)
- 9 luglio - William Burrell, armatore e filantropo britannico († 1958)
- 9 luglio - Giuseppe De Rossi, scrittore e giornalista italiano († 1945)
- 9 luglio - Franz Ritter Höfer von Feldsturm, generale austro-ungarico († 1918)
- 10 luglio - Albert Bigelow Paine, scrittore e biografo statunitense († 1937)
- 10 luglio - William Pakenham, ammiraglio irlandese († 1933)
- 11 luglio - George W. Norris, avvocato e politico statunitense († 1944)
- 12 luglio - Anton Stepanovič Arenskij, compositore e pianista russo († 1906)
- 13 luglio - Maria Anna di Braganza, duchessa († 1942)
- 13 luglio - Luigi Della Torre, politico e banchiere italiano († 1937)
- 13 luglio - Filiberto Olgiati, politico italiano
- 14 luglio - August Harambašić, poeta, scrittore e politico croato († 1911)
- 14 luglio - Leopoldo Sabbatini, avvocato italiano († 1914)
- 14 luglio - Edmond Tapissier, pittore, litografo e illustratore francese († 1943)
- 15 luglio - Kliment Bojadžiev, generale bulgaro († 1933)
- 16 luglio - Frederick William Frohawk, zoologo inglese († 1946)
- 17 luglio - Oskar Jerschke, scrittore tedesco († 1928)
- 17 luglio - Kiyohara Tama, pittrice, illustratrice e giornalista giapponese († 1939)
- 17 luglio - Ludwig von Zumbusch, illustratore e disegnatore tedesco († 1927)
- 18 luglio - Fabio Fabbi, pittore italiano († 1945)
- 18 luglio - Kadambini Ganguly, medico indiana († 1923)
- 18 luglio - Lucien Simon, pittore francese († 1945)
- 20 luglio - Paolo Bonomi, politico e avvocato italiano († 1928)
- 20 luglio - Ettore Cavalli, militare italiano († 1932)
- 21 luglio - Albert Hodges, scacchista statunitense († 1944)
- 21 luglio - Victor Leydet, pittore francese († 1904)
- 21 luglio - Alice Pegler, insegnante e botanica sudafricana († 1929)
- 24 luglio - Elkan Nathan Adler, storico e avvocato britannico († 1946)
- 24 luglio - Francesco Campolongo, magistrato e politico italiano († 1942)
- 24 luglio - Domenico Andrea Spada, politico italiano († 1938)
- 25 luglio - Elena Fabris Bellavitis, scrittrice italiana († 1904)
- 25 luglio - Vladimir Anzel'movič Lyščinskij, politico russo († 1935)
- 25 luglio - Dante Viviani, architetto e restauratore italiano († 1917)
- 26 luglio - Martha Bernays, tedesca († 1951)
- 26 luglio - Ægidius Elling, inventore, ingegnere e progettista norvegese († 1949)
- 26 luglio - Vazha-Pshavela, poeta, giornalista e scrittore georgiano († 1915)
- 26 luglio - James K. Vardaman, politico statunitense († 1930)
- 27 luglio - James Frederick McLeod Prinsep, calciatore britannico († 1895)
- 28 luglio - John Albert Johnson, politico statunitense († 1909)
- 28 luglio - Friedrich Keutgen, storico tedesco († 1936)
- 28 luglio - Louis Vivin, pittore francese († 1961)
- 29 luglio - Alice Hathaway Lee Roosevelt, attivista statunitense († 1884)
- 29 luglio - Raffaele Sarra, medico e storico italiano († 1938)
- 31 luglio - George Randolph Barse, pittore statunitense († 1938)

## Agosto(34)
- 1º agosto - Ivar Otto Bendixson, matematico svedese († 1935)
- 3 agosto - Michel Verne, scrittore francese († 1925)
- 5 agosto - Mary Richmond, sociologa statunitense († 1928)
- 5 agosto - Şehzade Mehmed Selaheddin, principe ottomano († 1915)
- 6 agosto - Edith Roosevelt, first lady statunitense († 1948)
- 7 agosto - Alfredo Codacci Pisanelli, giurista e politico italiano († 1929)
- 8 agosto - William Bateson, genetista britannico († 1926)
- 8 agosto - Luis Menéndez Pidal, pittore e decoratore spagnolo († 1932)
- 9 agosto - Wilhelm Berger, compositore, pianista e direttore d'orchestra tedesco († 1911)
- 9 agosto - Luigi Boccardo, presbitero italiano († 1936)
- 9 agosto - John William Godward, pittore inglese († 1922)
- 9 agosto - Dorothea Klumpke, astronoma statunitense († 1942)
- 10 agosto - Herbert J. Davenport, economista statunitense († 1931)
- 10 agosto - Almroth Wright, batteriologo e immunologo britannico († 1947)
- 11 agosto - Lilian Violet Cooper, medico britannico († 1947)
- 11 agosto - Paul Matschie, zoologo tedesco († 1926)
- 11 agosto - Emil Zsigmondy, alpinista austriaco († 1885)
- 12 agosto - Luigi Galleani, anarchico italiano († 1931)
- 13 agosto - Cesare Burali-Forti, matematico e logico italiano († 1931)
- 13 agosto - Rosario Pasqualino Vassallo, politico e avvocato italiano († 1950)
- 13 agosto - Herbert Hall Turner, astronomo e sismologo britannico († 1930)
- 15 agosto - Charles Borgeaud, giurista e storico svizzero († 1940)
- 16 agosto - Diana Coomans, pittrice belga († 1952)
- 17 agosto - Ludwig von Hofmann, pittore tedesco († 1945)
- 18 agosto - André Calmettes, attore e regista francese († 1942)
- 19 agosto - Luigi Dentice di Frasso, imprenditore e politico italiano († 1947)
- 19 agosto - Arturo Luzzatto, politico italiano († 1945)
- 19 agosto - Wang Shizhen, generale e politico cinese († 1930)
- 22 agosto - Pietro Setacci, politico italiano († 1916)
- 24 agosto - Dante Testa, attore teatrale, attore e regista italiano († 1923)
- 26 agosto - Ceferino Giménez Malla, beato spagnolo († 1936)
- 27 agosto - Reginald Brooks-King, arciere britannico († 1938)
- 27 agosto - Otto Hintze, storico tedesco († 1940)
- 30 agosto - Nestor Platonovič Puzyrevskij, ingegnere russo († 1934)

## Settembre(39)
- 2 settembre - Bernardino Alimena, giurista e politico italiano († 1915)
- 2 settembre - Henrietta Crosman, attrice statunitense († 1944)
- 3 settembre - Johannes Böttner, botanico tedesco († 1919)
- 3 settembre - Elin Danielson Gambogi, pittrice finlandese († 1919)
- 5 settembre - Albert von Mensdorff-Pouilly-Dietrichstein, diplomatico austriaco († 1945)
- 6 settembre - William Lane, giornalista britannico († 1917)
- 7 settembre - Marie-Pauline Martin, monaca cristiana francese († 1951)
- 8 settembre - Giuseppe Airoldi, enigmista e giornalista italiano († 1913)
- 8 settembre - Percy Heawood, matematico britannico († 1955)
- 8 settembre - Pierre Moussette, velista francese († 1932)
- 8 settembre - Ernesto Vespignani, presbitero e architetto italiano († 1925)
- 9 settembre - Giovanni Battista Ghersi, militare e politico italiano († 1944)
- 10 settembre - Paul François Grossetti, generale francese († 1918)
- 10 settembre - Emmanuel Louis Masqueray, architetto francese († 1917)
- 11 settembre - Juhani Aho, scrittore e giornalista finlandese († 1921)
- 11 settembre - Franz Joseph von Bülow, scrittore e attivista tedesco († 1915)
- 11 settembre - Erich von Falkenhayn, generale tedesco († 1922)
- 12 settembre - Alice Washburn, attrice statunitense († 1929)
- 13 settembre - Luigi Facta, politico e avvocato italiano († 1930)
- 13 settembre - Edmund Stirling, fotografo statunitense († 1948)
- 16 settembre - Miriam Benjamin, docente e inventrice statunitense († 1947)
- 17 settembre - Carlo Dalmazio Minoretti, cardinale e arcivescovo cattolico italiano († 1938)
- 18 settembre - Dmitrij Ivanovič Šachovskoj, politico russo († 1939)
- 20 settembre - Dark Cloud, attore cinematografico nativo americano († 1918)
- 20 settembre - Carl Trägårdh, pittore svedese († 1899)
- 21 settembre - Marius Borgeaud, pittore svizzero († 1924)
- 21 settembre - Maurizio Ferrante Gonzaga, nobile e generale italiano († 1938)
- 21 settembre - Eleanor Elkins Widener, filantropa statunitense († 1937)
- 23 settembre - Robert Bosch, imprenditore e inventore tedesco († 1942)
- 23 settembre - Joseph Alfred Micheler, generale francese († 1931)
- 24 settembre - Francesco Giuseppe di Battenberg, nobile († 1924)
- 25 settembre - Guido Boggiani, antropologo, fotografo e pittore italiano († 1901)
- 26 settembre - Giuseppe Fiorini, liutaio italiano († 1934)
- 27 settembre - Corinne Roosevelt Robinson, poetessa e scrittrice statunitense († 1933)
- 28 settembre - Wilhelm Diegelmann, attore tedesco († 1934)
- 28 settembre - Lazzaro Pasini, pittore italiano († 1949)
- 29 settembre - Friedrich von Waldburg-Wolfegg-Waldsee, presbitero e nobile tedesco († 1895)
- 30 settembre - Morgan Robertson, scrittore e inventore statunitense († 1915)
- 30 settembre - Sofía Casanova, poetessa e giornalista spagnola († 1958)

## Ottobre(60)
- 1º ottobre - Anna Brigadere, scrittrice e drammaturga lettone († 1933)
- 1º ottobre - Philip Burne-Jones, pittore britannico († 1926)
- 2 ottobre - Edmund Harbitz, avvocato e politico norvegese († 1916)
- 2 ottobre - Zinaida Nikolaevna Jusupova, nobildonna russa († 1939)
- 3 ottobre - Alfred Jefferis Turner, pediatra e entomologo australiano († 1947)
- 4 ottobre - Frederic Remington, pittore, illustratore e scultore statunitense († 1909)
- 5 ottobre - Thomas Little Heath, matematico e traduttore inglese († 1940)
- 5 ottobre - Ismael Montes, politico e generale boliviano († 1933)
- 5 ottobre - Quirino Nofri, politico italiano († 1937)
- 5 ottobre - Achille Terracciano, esploratore e botanico italiano († 1917)
- 5 ottobre - Arthur Upton, pallanuotista belga
- 6 ottobre - Arthur Ford Mackenzie, compositore di scacchi giamaicano († 1905)
- 7 ottobre - Cesare Nava, ingegnere, architetto e politico italiano († 1933)
- 7 ottobre - Luigi Simonetta, medico e politico italiano († 1934)
- 8 ottobre - Theodore Roberts, attore statunitense († 1928)
- 8 ottobre - Giuliano Vanghetti, medico italiano († 1940)
- 9 ottobre - Alfonso Bertoldi, scrittore italiano († 1936)
- 10 ottobre - Caroline Astor Wilson, socialite statunitense († 1948)
- 10 ottobre - Francis Vane, militare inglese († 1934)
- 10 ottobre - Fridtjof Nansen, esploratore, scienziato e politico norvegese († 1930)
- 10 ottobre - Michail Vasil'evič Novorusskij, rivoluzionario russo († 1925)
- 10 ottobre - Claudio Williman, avvocato e politico uruguaiano († 1934)
- 11 ottobre - John Bell Hatcher, paleontologo statunitense († 1904)
- 12 ottobre - Edward Colebrooke, I barone Colebrooke, politico inglese († 1939)
- 12 ottobre - Giovanni Romeo delle Torrazze, militare e politico italiano († 1957)
- 12 ottobre - Rikitaro Fujisawa, matematico giapponese († 1922)
- 12 ottobre - Vittorio Menzinger, prefetto e avvocato italiano († 1925)
- 12 ottobre - Federico Giovanni di Sassonia-Meiningen, principe († 1914)
- 13 ottobre - Isaac Cline, meteorologo statunitense († 1955)
- 13 ottobre - Alexander Frenz, pittore tedesco († 1941)
- 14 ottobre - Joseph Dahlmann, missionario e gesuita tedesco († 1930)
- 14 ottobre - Italo Ghersi, ingegnere e scrittore italiano († 1925)
- 14 ottobre - Charles James William Grant, militare britannico († 1932)
- 14 ottobre - Alois Mrštík, scrittore e drammaturgo ceco († 1925)
- 15 ottobre - Nicola Maria Audino, vescovo cattolico italiano († 1933)
- 15 ottobre - Heinrich Burkhardt, matematico tedesco († 1914)
- 15 ottobre - Jacques Le Lavasseur, velista francese († 1939)
- 15 ottobre - Fabrizio Padula, chirurgo italiano († 1933)
- 16 ottobre - Ernest Barberolle, canottiere francese († 1948)
- 16 ottobre - John Bagnell Bury, storico, filologo e filosofo irlandese († 1927)
- 16 ottobre - Margaret Llewelyn Davies, scrittrice, saggista e attivista britannica († 1944)
- 16 ottobre - Charles Adams Platt, architetto, pittore e incisore statunitense († 1933)
- 16 ottobre - Michail Michajlovič Romanov, nobile russo († 1929)
- 18 ottobre - Gerardo Ercolessi, militare italiano
- 18 ottobre - Edgardo Del Valle de Paz, pianista e compositore italiano († 1920)
- 19 ottobre - Aimé Haegeman, cavaliere belga († 1935)
- 20 ottobre - Maximilian Harden, giornalista tedesco († 1927)
- 20 ottobre - Raffaele de Notaristefani, nobile e magistrato italiano († 1933)
- 21 ottobre - Charles Van Lerberghe, poeta, drammaturgo e scrittore belga († 1907)
- 23 ottobre - James Gascoyne-Cecil, IV marchese di Salisbury, nobile e politico inglese († 1947)
- 23 ottobre - Huber Lipót, presbitero, teologo e ebraista ungherese († 1946)
- 24 ottobre - Aleksej Maksimovič Kaledin, generale russo († 1918)
- 26 ottobre - Pietro Satta Branca, politico, avvocato e storico italiano († 1923)
- 26 ottobre - Richard Sears, tennista statunitense († 1943)
- 29 ottobre - Karolina Olsson, svedese († 1950)
- 30 ottobre - Emil Albes, attore e regista tedesco († 1923)
- 30 ottobre - Émile-Antoine Bourdelle, scultore francese († 1929)
- 30 ottobre - Hubert Bourdot, prete e micologo francese († 1937)
- 31 ottobre - Damaso Bianchi, artista italiano († 1935)
- 31 ottobre - Ottmar Weiss, compositore di scacchi austriaco († 1942)

## Novembre(44)
- 1º novembre - Raymond Carré de Malberg, giurista e costituzionalista francese († 1935)
- 1º novembre - Josef Pospíšil, compositore di scacchi boemo († 1916)
- 1º novembre - Antonio Vicini, politico italiano († 1941)
- 2 novembre - Maurice Blondel, filosofo francese († 1949)
- 2 novembre - Georgij Evgen'evič L'vov, politico russo († 1925)
- 2 novembre - Giuliano Ricci Lotteringi del Riccio, militare e politico italiano († 1944)
- 2 novembre - Mario Sturzo, vescovo cattolico italiano († 1941)
- 3 novembre - William Doud Packard, imprenditore statunitense († 1923)
- 5 novembre - Augusto Vanzo, generale e politico italiano († 1932)
- 5 novembre - Edith Watson, fotografa statunitense († 1943)
- 6 novembre - Thomas Watt Gregory, politico e avvocato statunitense († 1933)
- 6 novembre - Dennis Miller Bunker, pittore statunitense († 1890)
- 6 novembre - James Naismith, docente, allenatore di pallacanestro e inventore canadese († 1939)
- 7 novembre - Lesser Ury, pittore tedesco († 1931)
- 8 novembre - Vittorio Fiorone, generale italiano († 1920)
- 10 novembre - Roberto Bracco, giornalista, scrittore e drammaturgo italiano († 1943)
- 10 novembre - Édouard Dujardin, scrittore, poeta e giornalista francese († 1949)
- 10 novembre - Robert Innes, astronomo sudafricano († 1933)
- 10 novembre - Amy Levy, scrittrice, poetessa e saggista britannica († 1889)
- 11 novembre - Sadeq Mohammad Khan IV, principe indiano († 1899)
- 12 novembre - Georg Steindorff, egittologo tedesco († 1951)
- 13 novembre - Nicola Petrina, sindacalista e politico italiano († 1908)
- 13 novembre - Viktor Weber von Webenau, militare austro-ungarico († 1932)
- 14 novembre - Rodolfo Bettazzi, matematico italiano († 1941)
- 14 novembre - Frederick Jackson Turner, storico statunitense († 1932)
- 14 novembre - Dominatore Mainetti, imprenditore e politico italiano († 1920)
- 15 novembre - Pierre Delbet, anatomista francese († 1957)
- 16 novembre - Arvid Järnefelt, giudice e scrittore finlandese († 1932)
- 17 novembre - Enrico Sibilia, cardinale e arcivescovo cattolico italiano († 1948)
- 18 novembre - Dorothy Dix, giornalista statunitense († 1951)
- 20 novembre - Caroline Hampton, infermiera statunitense († 1922)
- 20 novembre - Camillo Laurenti, cardinale italiano († 1938)
- 20 novembre - Guido Rey, alpinista, scrittore e fotografo italiano († 1935)
- 21 novembre - Mario Giacinto Peracca, erpetologo italiano († 1923)
- 21 novembre - Domenico Rupolo, architetto italiano († 1945)
- 22 novembre - Cyrus Edwin Dallin, scultore e arciere statunitense († 1944)
- 22 novembre - Ranavalona III, regina malgascia († 1917)
- 23 novembre - Carlo Placci, scrittore italiano († 1941)
- 24 novembre - João da Cruz e Sousa, poeta brasiliano († 1898)
- 24 novembre - Charley Mitchell, pugile britannico († 1918)
- 24 novembre - Makino Nobuaki, politico e diplomatico giapponese († 1949)
- 25 novembre - Phyllis Allen, attrice statunitense († 1938)
- 30 novembre - Frank Brettell, calciatore e allenatore di calcio inglese († 1936)
- 30 novembre - Ludwig Thuille, compositore austriaco († 1907)

## Dicembre(58)
- 1º dicembre - Carl Legien, sindacalista e politico tedesco († 1920)
- 1º dicembre - Ludwig Riess, storico e educatore tedesco († 1928)
- 3 dicembre - Robert Harborough Sherard, scrittore e giornalista inglese († 1943)
- 5 dicembre - Armando Diaz, generale italiano († 1928)
- 5 dicembre - Konstantin Alekseevič Korovin, pittore e scenografo russo († 1939)
- 5 dicembre - Frances Theodora Parsons, botanica statunitense († 1952)
- 7 dicembre - Henri Berthelot, generale francese († 1931)
- 7 dicembre - Cecil Edward Bingham, generale irlandese († 1934)
- 7 dicembre - John Capper, generale inglese († 1955)
- 7 dicembre - Gaetano Mario Columba, storico e politico italiano († 1947)
- 7 dicembre - Heinrich Ernst Karl Jordan, entomologo tedesco († 1959)
- 7 dicembre - François Nardi, pittore francese († 1936)
- 7 dicembre - Giacomo Venezian, patriota e giurista italiano († 1915)
- 8 dicembre - William C. Durant, imprenditore statunitense († 1947)
- 8 dicembre - Robert Ford, pistolero statunitense († 1892)
- 8 dicembre - Aristide Maillol, scultore e pittore francese († 1944)
- 8 dicembre - Georges Méliès, regista cinematografico, attore e illusionista francese († 1938)
- 9 dicembre - Hélène Smith, sensitiva francese († 1929)
- 10 dicembre - Daisy Greville, contessa di Warwick, nobildonna inglese († 1938)
- 10 dicembre - Karl Groos, psicologo tedesco († 1946)
- 10 dicembre - Max Ringelmann, agronomo e psicologo francese († 1931)
- 10 dicembre - Elisabeth von Heyking, scrittrice tedesca († 1925)
- 11 dicembre - Cesare Dondini jr., attore italiano († 1922)
- 12 dicembre - Janko Leskovar, scrittore croato († 1949)
- 13 dicembre - Lucien Baudrier, velista francese († 1930)
- 13 dicembre - Giorgio Belloni, pittore italiano († 1944)
- 14 dicembre - Jurji Zaydan, scrittore e poeta libanese († 1914)
- 15 dicembre - Innocente Chersi, politico italiano († 1943)
- 15 dicembre - Clara Driscoll, designer statunitense († 1944)
- 15 dicembre - Pehr Evind Svinhufvud, giurista e politico finlandese († 1944)
- 16 dicembre - Antonio de la Gandara, pittore e disegnatore francese († 1917)
- 17 dicembre - François Gény, giurista francese († 1959)
- 18 dicembre - Lionel Monckton, compositore britannico († 1924)
- 19 dicembre - Tim Boyd, golfista statunitense († 1914)
- 19 dicembre - Giovanni Crupi, fotografo italiano († 1925)
- 19 dicembre - Italo Svevo, scrittore e drammaturgo italiano († 1928)
- 20 dicembre - Ferdinand Bonn, attore tedesco († 1933)
- 20 dicembre - Ivana Kobilca, pittrice slovena († 1926)
- 20 dicembre - Salvatore Postiglione, pittore italiano († 1906)
- 20 dicembre - Emil Ritterling, storico e archeologo tedesco († 1928)
- 21 dicembre - Behrendt Pick, numismatico e archeologo tedesco († 1940)
- 22 dicembre - Johann Jakob von Hauck, arcivescovo cattolico tedesco († 1943)
- 22 dicembre - Jules Janet, psicologo e medico francese († 1945)
- 22 dicembre - Marija Konstatinovna Naryškina, nobildonna russa († 1929)
- 22 dicembre - Bernardo Pizzorno, vescovo cattolico italiano († 1926)
- 22 dicembre - Angelo Giacinto Scapardini, arcivescovo cattolico italiano († 1937)
- 26 dicembre - Lancelot Carnegie, diplomatico inglese († 1933)
- 26 dicembre - Vincenzo Muricchio, generale e inventore italiano († 1960)
- 26 dicembre - Emil Wiechert, fisico tedesco († 1928)
- 27 dicembre - Herbert Heath, ammiraglio britannico († 1954)
- 27 dicembre - Auguste Vaillant, anarchico francese († 1894)
- 28 dicembre - Paolo Gaidano, pittore italiano († 1916)
- 28 dicembre - Maurice Prou, storico, paleografo e numismatico francese († 1930)
- 29 dicembre - Kurt Hensel, matematico tedesco († 1941)
- 29 dicembre - Francesco Pujia, magistrato e politico italiano († 1943)
- 30 dicembre - Giovanni Arrighi, generale italiano († 1923)
- 31 dicembre - Augusto Abegg, imprenditore, dirigente d'azienda e filantropo svizzero († 1924)
- 31 dicembre - René-Xavier Prinet, pittore francese († 1946)

## Senza giorno specificato(72)
- Nikolaj Ivanovič Andrusov, paleontologo e geologo russo († 1928)
- John Noble Barlow, pittore inglese († 1917)
- Adolfo Carlo Barone, pittore italiano († 1936)
- Mary Josephine Bedford, filantropa e attivista inglese († 1955)
- Bronisław Białobłocki, critico letterario e giornalista polacco († 1888)
- Boulifa, linguista, storico e letterato berbero († 1931)
- Gabino Bugallal Araújo, politico spagnolo († 1932)
- Romeo Carugati, giornalista, librettista e critico teatrale italiano († 1911)
- Achille Casanova, pittore, decoratore e ceramista italiano († 1948)
- Henry Case, golfista statunitense († 1934)
- Paolo Castelnuovo, imprenditore italiano († 1926)
- Virgilio Cestari, scultore e architetto italiano
- Elizabeth Christitch, giornalista, scrittrice e poetessa irlandese († 1933)
- Cosme Codas Ynsfrán, politico e avvocato paraguaiano
- Corrado Colombo, commediografo italiano († 1933)
- Lionel De la Laurencie, musicologo francese († 1933)
- Lina Diligenti, attrice italiana († 1910)
- Federico Donaver, storico e educatore italiano († 1915)
- Rosina Ferrara, modella italiana († 1934)
- Gaetano Frisoni, saggista italiano († 1929)
- Augusto Galli, attore e orafo italiano († 1949)
- Vasilij Michajlovič Gončarov, regista e sceneggiatore russo († 1915)
- Hannes Hafstein, politico e poeta islandese († 1922)
- Louise Hamilton Caico, scrittrice e fotografa italiana († 1927)
- Eugène Harcourt, compositore e direttore d'orchestra francese († 1918)
- Grace Henderson, attrice statunitense († 1944)
- Kate Welton Hogg, medico australiano († 1951)
- Alf Jones, calciatore inglese († 1935)
- Sophia Karp, attrice e soprano rumena († 1904)
- Sokrates Lagoudakis, maratoneta greco († 1944)
- Liu Baozhen, insegnante cinese († 1922)
- Privat-Livemont, pittore, decoratore e pubblicitario belga († 1936)
- Alfred Theodore MacConkey, batteriologo britannico († 1931)
- Edward MacDowell, compositore e pianista statunitense († 1908)
- Duncan Mackenzie, archeologo britannico († 1934)
- Camille Martin, pittore, disegnatore e incisore francese († 1898)
- Michail Vasil'evič Matjušin, musicista e pittore russo († 1934)
- Pasquale Morganti, scultore e architetto italiano († 1940)
- Camillo Negro, neurologo italiano († 1927)
- Nevdürr Hanim, ottomana († 1927)
- László Négyesy, critico letterario ungherese († 1933)
- Arturo Olivieri Sangiacomo, scrittore e giornalista italiano († 1903)
- Luigi Palazzo, fisico italiano († 1933)
- Emma Palladino, ballerina italiana († 1922)
- John Denham Parsons, scrittore inglese († 1936)
- Arthur George Perkin, chimico britannico († 1937)
- Edoardo Pignalosa, commediografo e giornalista italiano († 1929)
- Valentin Purrey, ingegnere francese († 1928)
- Rama Varma XVII, principe indiano († 1941)
- Frédéric Rauh, filosofo francese († 1909)
- Othmar Reiser, ornitologo austriaco († 1936)
- Vincenzo Riccobono, botanico italiano († 1943)
- Saint-Pol-Roux, poeta francese († 1940)
- Ercolano Salvi, politico e patriota italiano († 1920)
- Vittorio Schiavon, pittore italiano († 1918)
- Otto Schönherr, chimico tedesco († 1926)
- Frederick Shaw, militare e politico britannico († 1942)
- Shirase Nobu, esploratore giapponese († 1946)
- Leonard Smithers, editore inglese († 1907)
- Johann Stobbe, chimico tedesco († 1938)
- Fernando Tarrida del Mármol, scrittore, attivista e anarchico cubano († 1915)
- Charles Clement Jennings Taylor, astronomo britannico († 1922)
- Léon Thiércelin, schermidore haitiano
- Horatio Torromé, pattinatore artistico su ghiaccio britannico († 1920)
- Touran Agha Khanoum Qajar, principessa persiana († 1893)
- Safarali Velibekov, insegnante, pubblicista e traduttore azero († 1902)
- Douglas Vickers, imprenditore e politico inglese († 1937)
- Adela Xenopol, scrittrice e attivista rumena († 1939)
- Antonio Zanca, architetto italiano († 1958)
- Adhémar d'Alès, teologo e gesuita francese († 1938)
- Giuseppe d'Havet, generale italiano († 1929)
- André de Crozals, micologo francese († 1932)